# Patricia Matte
Patricia Matte Larraín (Santiago, 2 de octubre de 1943) es una socióloga, académica, investigadora y consultora chilena.

## Biografía
Hija mayor del matrimonio conformado por el empresario Eliodoro Matte Ossa, forjador de una de las mayores fortunas del país andino, y de María Larraín Vial, se educó primero en el Colegio Villa María Academy, de las Hermanas Siervas del Inmaculado Corazón de María, y luego en el Colegio del Sagrado Corazón (Monjas Inglesas), ambos de la capital. En 1964 se matriculó en la carrera de sociología en la Universidad Católica, de la que se tituló en el año 1969.

## Ámbito profesional y público
Durante el Gobierno de la Unidad Popular laboró en la Comisión Económica para América Latina y el Caribe (Cepal). Tras el golpe de Estado al gobierno del presidente Salvador Allende, se incorporó a la dictadura militar como asesora en diversas áreas.
Colaboró en el Departamento de Evaluación de la Secretaría General de Gobierno entre 1974 y 1975, año en que pasó a la Oficina de Planificación Nacional (Odeplan), donde conocería a los economistas Miguel Kast y Joaquín Lavín, entre otros personeros. Allí trabajaría en el diseño de planes sociales vinculados a la superación de la pobreza.
En 1985 se hizo cargo de la Secretaría de Desarrollo y Asistencia Social, desde donde mantuvo línea directa con Augusto Pinochet, líder de la dictadura militar instaurado después del golpe de Estado de 1973.
Fue una de las personas que en 1990 colaboró en la creación del Libertad y Desarrollo, think tank ligado a la conservadora Unión Demócrata Independiente (UDI), al que se incorporaría como consejera.
En lo sucesivo concentraría sus esfuerzos en la SIP y en los programas de gobierno de Lavín para las elecciones presidenciales de 2005-2006 y 2009.
Casada con el ingeniero comercial y empresario Jorge Gabriel Larraín Bunster, tiene cuatro hijos: María Patricia, Bernardo, María Magdalena y Jorge Gabriel.
Católica, en 2004 ingresó en el Regnum Christi, movimiento seglar de los Legionarios de Cristo.

## Nota
1. ↑  Matte y Larraín, que contrajeron matrimonio el 28 de agosto de 1964, son parientes: el padre de este era primo hermano de la madre de aquella, por cuanto ambos eran nietos de Bernardo Larraín Alcalde y Clarisa Pérez-Cotapos Silva.

- Datos: Q6066550